# Mosquiter xiulaire
El mosquiter xiulaire, ull de bou cantador, o huitet al País Valencià (Phylloscopus sibilatrix), és una espècie d'ocell de la família dels fil·loscòpids (Phylloscopidae). Cria a l'Europa septentrional i temperada i fins a l'extrem oest d'Àsia al sud dels Urals. És fortament migrador i tota la població hiverna en l'Àfrica tropical. El seu estat de conservació es considera de risc mínim.

## Hàbitat
És un ocell de boscos oberts i madurs de faig i roure, el niu el fa prop la terra en arbusts baixos. És insectívor.

## Descripció

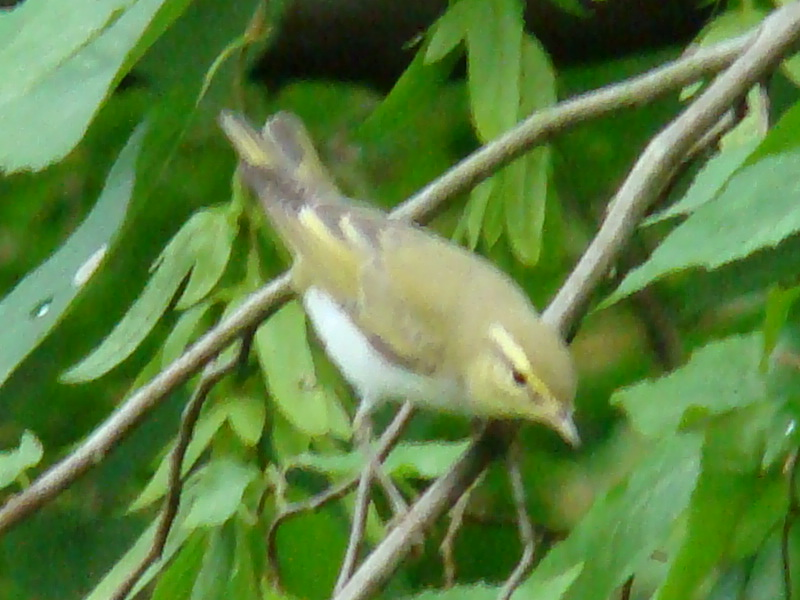
Mosquiter xiulaire

El mosquiter xiulaire fa d'11-12.5 cm de llargada.